# Mekongova delta
Mekongova delta (vietnamsko Đồng bằng Sông Cửu Long, dob. 'delta reke devetih zmajev' ali preprosto Đồng Bằng Sông Mê Kông, 'delta reke Mekong'), znana tudi kot Zahodna regija (Miền Tây) ali Jugozahodna regija (Tây Nam Bộ) je regija v jugozahodnem Vietnamu, kjer se reka Mekong približa in izliva v morje skozi mrežo rečnih kanalov. Regija Mekongove delte obsega velik del jugozahodnega Vietnama z več kot 40.500 km². Velikost površine, ki jo pokriva voda, je odvisna od letnega časa. Zaradi mokre obalne geografije je pomemben vir kmetijstva in ribogojstva za državo.
Delta je bila naseljena že v 4. stoletju pr. n. št. Kot rezultat kmerske, vietnamske, kitajske in francoske poselitve v regiji imajo delta in njene vodne poti številna imena, vključno s kmerskim izrazom Bassac, ki se nanaša na spodnje porečje in največji rečni krak, ki teče skozenj. 
Po ženevski konferenci leta 1954 je bil Vietnam razdeljen na dva dela, pri čemer je Južni Vietnam podedoval južno polovico Vietnama in postal država Vietnam in sčasoma Republika Vietnam, znana tudi kot Južni Vietnam, s svojimi upravnimi provincami. Po letu 1975 je Mekongova delta prenehala biti del Republike Vietnam, nasledila jo je sedanja vietnamska država. Danes regijo sestavlja 12 provinc: Long An, Đồng Tháp, Tiền Giang, An Giang, Bến Tre, Vĩnh Long, Trà Vinh, Hậu Giang, Kiên Giang, Sóc Trăng, Bạc Liêu in Cà Mau, skupaj s provinco- ravni občine Cần Thơ.
Mekongovo delto so poimenovali »biološka zakladnica«. Med letoma 1997 in 2007 je bilo zabeleženih več kot 1000 živalskih vrst, nove vrste rastlin, rib, kuščarjev in sesalcev pa so odkrili na prej neraziskanih območjih, vključno z laoško skalno podgano (Laonastes aenigmamus), ki naj bi bila izumrla. Zaradi nizko ležeče obalne geografije je regija občutljiva na podnebne spremembe, ki povzročajo dvig morske gladine, poleg s tem povezanih vprašanj, kot sta obalna erozija in vdor slane vode.

## Zgodovina

### Obobje Funan in Chenla
Mekongova delta je bila verjetno naseljena že dolgo v prazgodovini; kultura Funan in naslednica Chenla sta bili stoletja prisotni v Mekongovi delti. Arheološka odkritja na Óc Eo in drugih funanskih najdiščih kažejo, da je bilo območje pomemben del Funanske civilizacije, ki je bilo polno trgovskih pristanišč in kanalov že v 1. stoletju našega štetja, obsežna človeška poselitev v regiji pa je morda segala celo v 4. stoletje pr. n. št. Čeprav ni jasnega soglasja o etnični sestavi tistih, ki so živeli v regiji med obdobjem Funan, arheologi menijo, da so bili morda povezani z avstroazijskimi ljudmi. Kmerski napisi se pojavijo v obdobju Chenla.
Angkor Borei je mesto v Mekongovi delti, ki je obstajalo med letoma 400 pr. n. št. in 500 n. št. To mesto je imelo obsežno pomorsko trgovsko mrežo po vsej jugovzhodni Aziji in z Indijo in naj bi bilo verjetno starodavna prestolnica civilizacije Funan.

### Kamboško obdobje
Regija je bila skupaj z jugovzhodom (Vietnamom) znana kot Kampuchea Krom (Spodnja Kambodža) v Kmerskem cesarstvu, ki je tam verjetno ohranilo naselbine stoletja pred svojim vzponom v 11. in 12. stoletju. Kraljestvo Champa, čeprav v glavnem s sedežem ob obali sodobnega osrednjega Vietnama, je znano, da se je razširilo proti zahodu v Mekongovo delto in prevzelo nadzor nad Prey Nokorjem (predhodnikom sodobnega mesta Hošiminh) do konca 13. stoletja. Avtor Nghia M. Vo nakazuje, da je prisotnost Chamov morda res obstajala na tem območju pred kmersko okupacijo. Vendar to ne upošteva, da je Kampuchea Krom (vključno s Prey Nokorjem) obstajala že od zgodnje zgodovine ali vsaj Funan (Salkin et al., 1996); in dejstvo, da je med 10. in 12. stoletjem prišlo do več spopadov med kmerskim cesarstvom in Champa (ki je večinoma temeljil vzdolž sodobnega osrednjega Vietnama).
V začetku 15. stoletja je Kraljestvo Champa začelo izvajati več vdorov v Mekongovo delto. Propadajoča Kraljevina Kambodža je leta 1408 in 1414 zaprosila Kitajsko cesarstvo Ming za posredovanje. Kljub temu je leta 1421 Indravarman VI. iz Champe zavzel in priključil vzhodni del Mekongove delte, vključno s tržnico Bien Hoa. Tam je postavil kip Tribhuvanākrānte (Višnuja), da bi označil najjužnejši obseg Champe.
V začetku leta 1620 je kamboški kralj Chey Chettha II. (1618–1628) dovolil Vietnamcem, da se naselijo na tem območju in postavijo carinarnico v Prey Nokorju, ki so ga pogovorno imenovali Sài Gòn. Mekongova delta je v naslednjih stoletjih postala ozemeljski spor med Kambodžani in Vietnamci. Leta 1757 so vietnamski gospodarji prevzeli nadzor nad Cà Mau. Do leta 1860 so francoski kolonisti vzpostavili nadzor nad Mekongovo delto in ustanovili kolonijo francoske Kočinčine.

### Vietnamsko obdobje
Leta 1698 so lordi Nguyễn iz Huếja poslali Nguyễn Hữu Cảnha, vietnamskega plemiča, da bi na tem območju vzpostavil vietnamske upravne strukture. Namesto državnih pripovedi o širitvi vietnamske večine na jug se francoski, vietnamski dokumenti in (kamboški) ljudje Chami smatrajo za najzgodnejše naseljence v Mekongovi delti v 17. in 18. stoletju, pred kitajskimi in vietnamskimi naseljenci. Nguyễn je najprej ustanovil chamsko-malajske vojaške kolonije, da bi začel ustanovitev in nadzor nad delto za kasnejše vietnamske naselbine. Do konca 18. stoletja, ko so se razmere dobro vzpostavile, so te chamsko-malajske naseljence postopoma nadomestili vietnamski kolonisti. Vietnamski zasegi domorodnih ozemelj in kolonizacija Mekongove delte so bili pozneje vključeni v sodobno etnonacionalistično teorijo Nam tiến. Med vojnami med dinastijo Tây Sơn in kasnejšo dinastijo Nguyễn so se meje Vietnama pomaknile vse do rta Cà Mau. Leta 1802 se je Nguyễn Ánh okronal za cesarja Gia Longa in združil vsa ozemlja, ki sestavljajo sodobni Vietnam, vključno z Mekongovo delto.
Po zaključku kampanje Kočinčina v 1860-ih je območje postalo del Kočinčine, prve francoske kolonije v Vietnamu, kasneje pa del Francoske Indokine. Od francoskega kolonialnega obdobja so Francozi patruljirali in se borili na vodnih poteh regije Mekongove delte s svojimi Divisions navales d'assaut (Dinassaut), taktika, ki je trajala vso prvo indokitajsko vojno, kasneje pa jo je uporabila mobilna ameriška mornarica Riverine Force. Med vietnamsko vojno – imenovano tudi druga indokitajska vojna – je bila regija Delta priča divjim spopadom med gverilci Viet Conga (NLF) in 9. pehotno divizijo ZDA ter enotami hitrih čolnov in zračnih plovil (PACV) ameriške mornarice ter vojske 7., 9. in 21. pehotne divizije Republike Vietnam. Mekongova delta je bila kot vojaška regija zajeta s taktično cono IV. korpusa (IV CTZ).
Leta 1975 so severnovietnamski vojaki in vojaki Viet Conga začeli množično invazijo v številnih delih Južnega Vietnama. Medtem ko so I., II. in III. korpus močno propadli, je bil IV. korpus še vedno zelo nedotaknjen zaradi generalmajorja Nguyen Khoa Nama, ki je nadzoroval močne vojaške operacije, da bi preprečil, da bi VC prevzel katero koli pomembno regionalno okrožje. Brigadni general Le Van Hung, vodja poveljstva 21. divizije, je ostal v Can Thu, da bi nadaljeval uspešno obrambo pred VC. 29. aprila 1975 so se zadnji generalni konzul ZDA Terry McNamara in njegovi diplomati evakuirali z ladjo iz Can Thoja v Južnokitajsko morje. Ko je južnovietnamski predsednik Dương Văn Minh ukazal brezpogojno predajo, sta oba generala ARVN v Can Thoju, general Le Van Hung in Nguyen Khoa Nam, naredila samomor. V letalski bazi Binh Thuy je nekaj vojakov ARVN in osebja letalske baze, ki je branilo letalsko bazo, evakuiralo s helikopterji in več reaktivnimi letali na Tajsko kmalu po tem, ko so slišali Minhovo predajo. V nekaj urah so vojaki VC zasedli bazo in ujeli tisto osebje ARVN in letalske baze, ki ni pobegnilo.  V My Tho je brigadni general Tran Van Hai, ki je bil zadolžen za zaščito državne avtoceste 4 (zdaj NH1A) od Sajgona do Can Tha, storil samomor. Tran je bil eden od treh generalov ARVN, ki so jim Američani zavrnili evakuacijo, ko so severnovietnamski vojaki vdrli v Sajgon. Več vojakov ARVN je nadaljevalo z bojem proti VC, vendar so se kasneje bodisi predali ali razpadli, ko so se soočili s protinapadi VC. Several ARVN soldiers continued to fight against the VC but later either surrendered or disbanded when faced with VC counterattacks.
V poznih 1970-ih je režim Rdečih Kmerov napadel Vietnam, da bi ponovno osvojil regijo Delta. Ta kampanja je pospešila vietnamsko invazijo na Kambodžo in kasnejši padec Rdečih Kmerov.

## Geografija
Mekongova delta kot regija leži neposredno zahodno od mesta Hošiminh (domačini ga imenujejo tudi Sajgon) in približno tvori trikotnik, ki se razteza od Mỹ Tho na vzhodu do Châu Đốc in Hà Tiên na severozahodu, do Cà Mau na najjužnejšem koncu Vietnama, vključno z otokom Phú Quốc.
Regija Mekongove delte v Vietnamu prikazuje različne fizične pokrajine, vendar prevladujejo ravne poplavne ravnice na jugu, z nekaj griči na severu in zahodu. Ta raznolikost reliefa je bila v veliki meri posledica tektonskega dviganja in gubanja, ki sta ga povzročila trk indijske in evrazijske tektonske plošče pred približno 50 milijoni let. Tla spodnje Delte so sestavljena predvsem iz usedlin iz Mekonga in njegovih pritokov, ki so se odlagali v tisočletjih, ko je reka spreminjala svoj tok zaradi ravnine nizko ležečega terena.
Sedanji sistem Mekongove delte ima dva glavna distribucijska kanala, ki se izlivata neposredno v Južnokitajsko morje. Holocenska zgodovina Mekongove delte kaže progradacijo delte za približno 200 km v zadnjih 6 tisoč letih. V srednjem holocenu je reka Mekong odvajala vode tako v Južnokitajsko morje kot v Tajski zaliv. Voda, ki je vstopila v Tajski zaliv, je tekla skozi paleokanal v zahodnem delu delte; severno od polotoka Camau. Iz osrednjega bazena Tajskega zaliva so poročali o zgornjepleistocenskih prodeltaičnih in delta frontnih sedimentih, interpretiranih kot usedline reke paleo-Mekong.
Mekongova delta je regija z najmanjšo gozdno površino v Vietnamu. 300.000 ha ali 7,7 % celotne površine je od leta 2011 pogozdenih. Edine province z velikimi gozdovi sta provinci Cà Mau in provinci Kiên Giang, ki skupaj predstavljata dve tretjini gozdne površine v regiji, medtem ko gozdovi pokrivajo manj kot 5 % površine vseh ostalih osmih provinc in mest.

### Obalna erozija
|                 | Sprememba obale (m/yr) | Sprememba obale (m/yr) | Sprememba obale (m/yr) | Sprememba obale (m/yr) | Sprememba obale (m/yr) | Sprememba obale (m/yr) |
| --------------- | ---------------------- | ---------------------- | ---------------------- | ---------------------- | ---------------------- | ---------------------- |
| Cone            | 1973–1979              | 1973–1979              | 1987–1995              | 1987–1995              | 1987–1995              | 43-letno poprečje      |
| Cona-1          | 8,66                   | 8,07                   | 12,07                  | 9,68                   | 4,52                   | 8,87                   |
| Cona -2         | −10,32                 | −8,00                  | −12,22                 | −13,15                 | −20,9                  | −12,79                 |
| Cona -3         | 28,15                  | 23,33                  | 27,55                  | 19,48                  | 11,83                  | 21,53                  |
| Cona -4         | 8,43                   | 2,48                   | 3,57                   | -10,03                 | −4,53                  | −1,66                  |
| Celotno območje | 7,77                   | 6,11                   | 7,84                   | 2,75                   | −1,42                  | 4,36                   |

|                 | Sprememba območja (km2/yr) | Sprememba območja (km2/yr) | Sprememba območja (km2/yr) | Sprememba območja (km2/yr) | Sprememba območja (km2/yr) | Sprememba območja (km2/yr) |
| --------------- | -------------------------- | -------------------------- | -------------------------- | -------------------------- | -------------------------- | -------------------------- |
| Cone            | 1973–1979                  | 1973–1979                  | 1987–1995                  | 1987–1995                  | 1987–1995                  | 43- letno poprečje         |
| Cona -1         | 1,94                       | 2,01                       | 2,96                       | 2,25                       | 1,15                       | 2,12                       |
| Cona -2         | −1,39                      | −1,87                      | −2,23                      | −1,75                      | −1,71                      | −1,71                      |
| Cona -3         | 2,82                       | 2,16                       | 1,71                       | 1,09                       | 1,64                       | 1,99                       |
| Cona -4         | 0,95                       | 0,35                       | −0,53                      | −0,56                      | −1,13                      | −0,18                      |
| Celotno območje | 4,32                       | 2,64                       | 1,91                       | 1,03                       | −0,05                      | 2,23                       |

Od leta 1973 do 2005 se je rast morske obale Mekongove delte postopoma zmanjšala s povprečja 7,8 m/leto na 2,8 m/leto, po letu 2005 pa je postala negativna s stopnjo umika –1,4 m/leto. Upočasnjuje se tudi neto povečanje deltaste površine, pri čemer se povprečna stopnja zmanjša s 4,3 km2/leto (1973–1979) na 1,0 km2/leto (1995–2005) in nato na –0,05 km2/leto (2005–2015). Tako je približno leta 2005 subaerial delta Mekong prešla iz konstruktivnega načina v erozijski (ali destruktivni) način.

### Zaskrbljenost zaradi podnebnih sprememb
Ker je Mekongova delta nizko ležeča obalna regija, je še posebej dovzetna za poplave, ki so posledica dviga morske gladine zaradi podnebnih sprememb. Raziskovalni inštitut za podnebne spremembe na Univerzi Cần Thơ je pri preučevanju možnih posledic podnebnih sprememb napovedal, da bodo številne province v Mekongovi delti do leta 2030 poplavljene poleg suše, ki jo povzroča sezonsko zmanjšanje količine padavin, najresnejši primeri naj bi bili v provincah Bến Tre in Long An, od katerih naj bi jih bilo 51 % oziroma 49 % poplavljenih, če se gladina morja dvigne za 1 m. Trenutno se pripravljajo načrti za preboj nasipov v zgornji Mekongovi delti kot strategija za povečanje sedimentacije, To ne bo samo povečalo zmogljivosti zadrževanja vode v zgornjem delu delte, kar bo zmanjšalo pritisk na spodnjo delto, ampak bo tudi ponovno vneslo vodo, bogato z usedlinami, kar lahko povzroči dvig kopnega. Druga težava, ki jo povzročajo podnebne spremembe, je vse večja slanost tal v bližini obal, Provinca Bến Tre načrtuje pogozdovanje obalnih regij, da bi preprečila ta trend.
Pričakuje se, da se bo trajanje poplav na pomembni cesti v mestu Can Tho še naprej povečevalo s trenutnih skupaj 72 poplavljenih dni na leto na 270 dni do leta 2030 in 365 dni do leta 2050. To pripisujejo skupnemu vplivu morja - dvig gladine in posedanje tal,  ki se pojavi pri približno 1,1 cm letno. Številni projekti in pobude na lokalni, regionalni in državni ravni delujejo proti temu trendu, da bi rešili Mekongovo delto. Obstaja na primer program za integrirano upravljanje obalnih območij, ki ga podpirata Nemčija in Avstralija.
Avgusta 2019 je študija Nature Communications z uporabo izboljšanega merila za oceno višine ugotovila, da je bila delta veliko nižja od prejšnjih ocen, le povprečno 0,82 m nad morsko gladino, pri čemer je 75 % delte – območje, kjer trenutno živi 12 milijonov ljudi – pade pod 1 m. Pričakuje se, da bo večina delte do leta 2050 pod morsko gladino.

## Demografija
Prebivalci regije Mekongove delte so pretežno etnični Vietnamci, Je dom največje populacije Kambodžanov zunaj Kambodže, Kmersko manjšinsko prebivalstvo živi predvsem v Trà Vinhu, Sóc Trăngu in Muslim Chămu v provincah Tân Châu, An Giang. V provincah Kiên Giang in Trà Vinh je tudi veliko prebivalcev Hoa (etnični Kitajci), Regija je leta 2011 imela 17,33 milijona prebivalcev.
Prebivalstvo Mekongove delte v zadnjih letih narašča razmeroma počasi, predvsem zaradi odseljevanja. Prebivalstvo regije se je med letoma 2005 in 2011 povečalo le za 471.600 ljudi, medtem ko se je samo v letu 2011 odselilo 166.400 ljudi. Skupaj z osrednjimi obalnimi regijami ima eno najpočasneje rastočih prebivalcev v državi. Stopnje rasti prebivalstva so bile med letoma 2008 in 2011 med 0,3 % in 0,5 %, v sosednji jugovzhodni regiji pa nad 2 %. Selitveni prirast je bil vsa ta leta negativen. 

## Gospodarstvo
Mekongova delta je daleč najproduktivnejša vietnamska regija v kmetijstvu in ribogojstvu, medtem ko je njena vloga v industriji in neposrednih tujih naložbah precej manjša.

### Kmetijstvo
2,6 milijona ha v Mekongovi delti se uporablja za kmetijstvo, kar je ena četrtina vseh Vietnamskih površin. Zaradi večinoma ravnega terena in malo gozdnatih območij (razen province Cà Mau) se skoraj dve tretjini (64,5 %) zemlje lahko uporablja za kmetijstvo. Delež kmetijskih zemljišč presega 80 % v Cần Thơ in sosednji provinci Hậu Giang ter je pod 50 % le v provinci Cà Mau (32 %) in provinci Bạc Liêu (42 %). Zemljišča v regiji, ki se uporabljajo za pridelavo žit, predstavljajo 47 % skupne nacionalne površine, kar je več kot severni in osrednji Vietnam skupaj. Večina tega se porabi za pridelavo riža.
Najmočnejše proizvajalke riža so province Kiên Giang, province An Giang in provinca Đồng Tháp, ki proizvedejo več kot 3 milijone ton vsaka in skoraj 11 milijonov ton skupaj. Kateri koli dve od teh provinc proizvedeta več kot celotna delta Rdeče reke. Samo tri province proizvedejo manj kot 1 milijon ton riža (provinca Bạc Liêu, provinca Cà Mau, provinca Bến Tre).

### Ribištvo
Mekongova delta je tudi najpomembnejše ribiško območje Vietnama. Ima skoraj polovico vietnamske zmogljivosti ribiških ladij na morju (večinoma v Kien Gianu s skoraj 1/4, Bến Tre, Cà Mau, Tiền Giang, Bạc Liêu). Ribiška proizvodnja je znašala 3,168 milijona ton (58,3 % Vietnama) in je doživela hitro rast z 1,84 milijona ton leta 2005. Vsi največji vietnamski proizvajalci ribištva so v Mekongovi delti.
Kljub veliki ribiški floti na morju v regiji 2/3 (2,13 milijona ton od skupno 2,93 v Vietnamu) ribiška proizvodnja dejansko izvira iz ribogojstva.
Decembra 2015 je bila ribogojna proizvodnja ocenjena na 357 tisoč ton, tako da je skupna ribogojska proizvodnja v letu 2015 znašala 3516 tisoč ton, kar je 3,0 % več kot v preteklem letu. Čeprav se je ribogojna proizvodnja na splošno povečala, se ribogojstvo še vedno sooča s številnimi težavami, ki prihajajo z izvoznih trgov.

### Industrija
Mekongova delta ni močno industrializirana, vendar je še vedno tretja od sedmih regij glede na industrijsko bruto proizvodnjo. Industrija regije predstavlja 10 % celotne vietnamske industrije od leta 2011. Skoraj polovica industrijske proizvodnje v regiji je skoncentrirana v Cần Thơ, provinci Long An in provinci Cà Mau. Cần Thơ je gospodarsko središče regije in bolj industrializirano kot druge province, Long An je bila edina provinca v regiji, ki je privabila del proizvodnje v razcvetu okoli mesta Hošiminh, druge province pa jo vidijo kot primer uspešnega privabljanja neposrednih tujih naložb. Provinca Cà Mau je dom velike industrijske cone, vključno z elektrarnami in tovarno gnojil.

## Kultura
Življenje v Mekongovi delti se večinoma vrti okoli reke in številne vasi so pogosto dostopne le po rekah in kanalih namesto po cesti.
Regija je dom cải lương, oblike Kinh/vietnamske ljudske opere, Cai Luong Singing se je pojavil v Mekongovi delti v začetku 20. stoletja. Cai Luong Singing se pogosto izvaja v zvočnem zapisu kitare in citer. Cai Luong je neke vrste igra, ki pripoveduje zgodbo. Nekakšna igra pogosto vključuje dva glavna dela: dialog in pevski del za izražanje svojih misli in čustev.

### Kuhinja
Kuhinja Mekongove delte se močno zanaša na sveže izdelke, ki jih je v deželi v izobilju z veliko uporabo morskih sadežev in edinstvenih sestavin regije, kot so palmov sladkor, riba vietnamski vitki som (Pangasius bocourti)) ter divja zelišča in rože, kot je điên điển (Sesbania sesban), so đũa (Sesbania grandiflora), kèo nèo (Limnocharis flava). Zgodovina regije, ki je bila na novo naseljena, se odraža v njeni kulinariki, pri čemer Ẩm thực khẩn hoang pomeni, da so jedi pripravljene sveže iz divjih in na novo ulovljenih sestavin. Na kuhinjo vplivajo tudi kmerski, chamski in kitajski naseljenci. To se razlikuje od kuhinje drugih regij Vietnama.